# همه برای عشق (فیلم ۲۰۰۵)
همه برای عشق (انگلیسی: All for Love؛‏ کره‌ای: 내 생애 가장 아름다운 일주일) همچنین با نام هفتهٔ دوست‌داشتنی من (My Lovely Week) نیز شناخته می‌شود، فیلم کمدی رمانتیک محصول سال ۲۰۰۵ کره جنوبی به کارگردانی مین کیو دونگ، به عنوان اولین تجربه کارگردانی اوست. این فیلم دهمین فیلم پرفروش کره جنوبی در سال ۲۰۰۵ با فروش ۲٬۵۳۳٬۱۰۳ در سراسر کشور بود.

## بازیگران
- اوم جونگ هوا در نقش هو یو جونگ
- ایم چانگ جونگ در نقش کیم چانگ هو
- کیم سو رو در نقش پارک سون وون
- هوانگ جونگ مین در نقش نا دو چول
- سو یونگ هی در نقش‌ها سون ئه
- کیم یو جونگ در نقش کیم جین آه
- یون جین سو در نقش ایم سو کیونگ
- جونگ کیونگ هو در نقش یو جونگ هون
- جو هیون در نقش آقای کواک
- اوه می هی در نقش اوه یو این
- چون هو جین در نقش جو جه کیونگ
- جین ته هیون در نقش مین ته هیون
- کیم یون سوک در نقش دونگ مان
- جونگ یون مین در نقش دت لی
- هوانگ هیو اون در نقش پرستار کیم
- لی بیونگ جون در نقش جو جی سوک
- ها جی وون در نقش یون جو (حضور افتخاری)
- ریو سونگ سو در نقش دستیار کارگردان (حضور افتخاری)
- جو هی بونگ (حضور افتخاری)
- لی سه یونگ در نقش بازیگر جاسمین (حضور افتخاری)
- وو هیون (حضور افتخاری)
- لی هوان در نقش جیب‌بر (حضور افتخاری)
- جون هه جین
- پارک جین وو
- شین سونگ روک
- هان سانگ جین در نقش جوان‌ترین کارآگاه
- کیم دونگ ووک
- پارک جونگ سون